# 싼밍시
싼밍(한국어: 삼명, 중국어: 三明, 병음: Sānmíng)은 푸젠성 서쪽에 위치한 지급시이다.

## 지리
북쪽으로 난핑, 동쪽으로 푸저우, 남동쪽으로 취안저우, 남쪽으로 룽옌과 접하며 서쪽으로 장시성과 접한다.
싼밍은 우이산맥과 다이윈산맥 사이에 놓여있다. 해발고도는 300~800m이다. 전체 면적의 82%가 산지, 8.3%가 경지, 9.7%가 수역이다.
연평균 기온은 19.9°C이고 1월 평균기온은 10.3°C, 7월 평균기온은 28.5°C이다. 무상일수는 300일 내외이다.
| 싼밍시의 기후                                                 | 싼밍시의 기후 | 싼밍시의 기후 | 싼밍시의 기후 | 싼밍시의 기후 | 싼밍시의 기후 | 싼밍시의 기후 | 싼밍시의 기후 | 싼밍시의 기후 | 싼밍시의 기후 | 싼밍시의 기후 | 싼밍시의 기후 | 싼밍시의 기후 | 싼밍시의 기후   |
| 월                                                            | 1월           | 2월           | 3월           | 4월           | 5월           | 6월           | 7월           | 8월           | 9월           | 10월          | 11월          | 12월          | 연간            |
| ------------------------------------------------------------- | ------------- | ------------- | ------------- | ------------- | ------------- | ------------- | ------------- | ------------- | ------------- | ------------- | ------------- | ------------- | --------------- |
| 역대 최고 기온 °C (°F)                                        | 28.5 (83.3)   | 34.4 (93.9)   | 34.7 (94.5)   | 35.5 (95.9)   | 37.0 (98.6)   | 37.9 (100.2)  | 41.4 (106.5)  | 41.0 (105.8)  | 38.6 (101.5)  | 35.8 (96.4)   | 34.1 (93.4)   | 29.1 (84.4)   | 41.4 (106.5)    |
| 일평균 최고 기온 °C (°F)                                      | 15.2 (59.4)   | 17.5 (63.5)   | 20.5 (68.9)   | 25.6 (78.1)   | 28.9 (84.0)   | 31.5 (88.7)   | 34.6 (94.3)   | 34.0 (93.2)   | 31.2 (88.2)   | 26.9 (80.4)   | 22.0 (71.6)   | 16.7 (62.1)   | 25.4 (77.7)     |
| 일일 평균 기온 °C (°F)                                        | 10.3 (50.5)   | 12.3 (54.1)   | 15.2 (59.4)   | 20.0 (68.0)   | 23.5 (74.3)   | 26.3 (79.3)   | 28.5 (83.3)   | 28.0 (82.4)   | 25.7 (78.3)   | 21.4 (70.5)   | 16.6 (61.9)   | 11.5 (52.7)   | 19.9 (67.9)     |
| 일평균 최저 기온 °C (°F)                                      | 7.1 (44.8)    | 8.8 (47.8)    | 11.7 (53.1)   | 16.1 (61.0)   | 19.9 (67.8)   | 22.8 (73.0)   | 24.3 (75.7)   | 24.1 (75.4)   | 22.0 (71.6)   | 17.5 (63.5)   | 13.0 (55.4)   | 8.1 (46.6)    | 16.3 (61.3)     |
| 역대 최저 기온 °C (°F)                                        | −3.8 (25.2)   | −2.5 (27.5)   | −1.8 (28.8)   | 4.2 (39.6)    | 9.6 (49.3)    | 14.0 (57.2)   | 20.0 (68.0)   | 18.6 (65.5)   | 13.1 (55.6)   | 6.0 (42.8)    | 0.4 (32.7)    | −5.8 (21.6)   | −5.8 (21.6)     |
| 평균 강수량 mm (인치)                                         | 69.4 (2.73)   | 106.6 (4.20)  | 185.9 (7.32)  | 192.0 (7.56)  | 264.6 (10.42) | 272.2 (10.72) | 147.9 (5.82)  | 181.7 (7.15)  | 98.2 (3.87)   | 50.4 (1.98)   | 63.9 (2.52)   | 53.0 (2.09)   | 1,685.8 (66.38) |
| 평균 강수일수 (≥ 0.1 mm)                                      | 11.5          | 13.5          | 17.6          | 16.9          | 18.6          | 17.5          | 13.3          | 15.5          | 10.8          | 7.6           | 7.8           | 8.9           | 159.5           |
| 평균 강설일수                                                 | 0.3           | 0.2           | 0             | 0             | 0             | 0             | 0             | 0             | 0             | 0             | 0             | 0.2           | 0.7             |
| 평균 상대 습도 (%)                                            | 77            | 77            | 79            | 78            | 79            | 80            | 74            | 76            | 76            | 73            | 76            | 76            | 77              |
| 평균 월간 일조시간                                            | 91.8          | 87.1          | 86.7          | 107.4         | 120.5         | 130.5         | 212.6         | 190.7         | 161.0         | 157.5         | 121.9         | 112.6         | 1,580.3         |
| 가능 일조율                                                   | 28            | 27            | 23            | 28            | 29            | 32            | 51            | 48            | 44            | 44            | 38            | 35            | 36              |
| 출처: 중국기상국 (평년값: 1991년~2020년, 극값: 1981년~2010년) |               |               |               |               |               |               |               |               |               |               |               |               |                 |

## 역사
「영화현지(寧化縣志)」에 의하면 후한말에 전란을 피해 중원으로부터의 이민자가 유입해 이 지구의 개발이 시작되었다. 서진 말의 영가의 난이나, 당 말의 황소의 난 무렵에도 낙양 근교로부터 주민이 이주하였다.
행정구역으로서는 260년, 오나라에 의해 건안군(建安郡)이 설치되었고 그 동부에 설치된 장락현 및 서부의 수안현이 싼밍시의 조형(祖形)이 되었다. 그 후 행정 개편이 역대 왕조에 의해 행해졌고 1956년, 싼위안현과 밍시현이 합쳐져 싼밍현이 되었다. 1960년에 싼밍현은 싼밍시로 승격되었다. 1960년대 정부의 장려 정책으로 푸젠의 다른 지역에서 많은 사람들이 이주해왔다. 1983년에 지급시인 싼밍시가 설립되었다.

## 환경
싼밍에는 네 개의 잘 보존·보호되고 있는 국립 공원이 있다. 싼밍은 중국의 "녹색 도시"중 하나로 지정되었다.

## 행정 구역

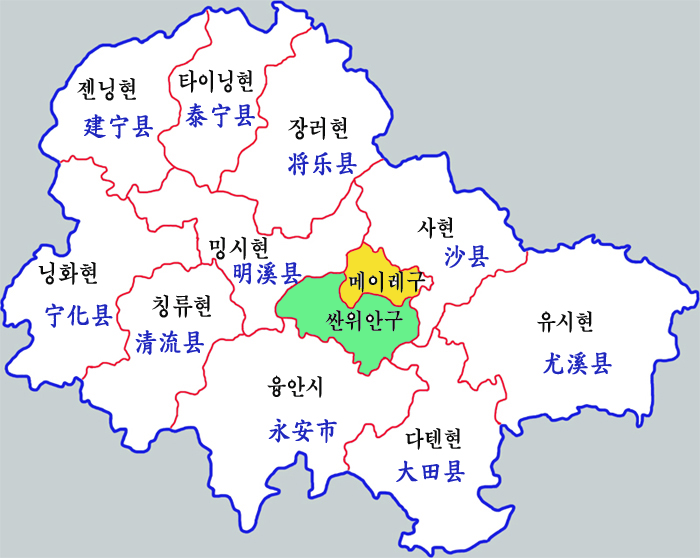
싼밍시 현급구역

2개의 시할구, 1개의 현급시, 9개의 현을 관할한다.
시할구
- 메이례구(梅列区)
- 싼위안구(三元区)

현급시
- 융안시(永安市)

현
- 밍시현(明溪县)
- 칭류현(清流县)
- 닝화현(宁化县)
- 다톈현(大田县)
- 유시현(尤溪县)
- 사현(沙县)
- 장러현(将乐县)
- 타이닝현(泰宁县)
- 젠닝현(建宁县)

## 교통

### 항공
- 싼밍 샤시안 공항

### 철도
- 싼밍역
- 싼밍 북역 (중국철로고속 이용가능)

## 출신 인물
- 주희: 유계현 출신